# Urciers

Urciers este o comună în departamentul Indre, Franța. În 1 ianuarie 2022 avea o populație de 239 de locuitori.